# Colobothea luctuosa
Colobothea luctuosa är en skalbaggsart som beskrevs av Francis Polkinghorne Pascoe 1859. Colobothea luctuosa ingår i släktet Colobothea och familjen långhorningar. Inga underarter finns listade i Catalogue of Life.